# Tolmomyias sulphurescens
El picoplano sulfuroso  (Tolmomyias sulphurescens) es una especie de ave paseriforme de la familia Tyrannidae. Es nativo del sur de México, América Central y norte y centro de América del Sur.

## Nombres comunes
Se le denomina también picochato grande (en Paraguay, Uruguay y Argentina), picochato sulfuroso (en Argentina, Bolivia y Venezuela), picoplano azufrado (en Colombia), piquiplano azufrado (en Costa Rica y Nicaragua), picoancho azufrado (en Perú, Ecuador y Panamá), cazamoscas amarillo-oliva (en Honduras), mosquerito o mosquero ojos blancos (en México) o piquiplano ojiblanco (en México).

## Distribución y hábitat
Se distribuye ampliamente desde el sur de México, en toda Centroamérica, por Belice, Guatemala, El Salvador, Honduras, Nicaragua, Costa Rica y Panamá; en Trinidad y Tobago; en Sudamérica, en Colombia, Venezuela, Guyana, Surinam, Guayana Francesa, oeste y este de Ecuador, este de Perú, Bolivia, casi todo Brasil, este de Paraguay, hasta el noroeste y noreste de Argentina y extremo norte de Uruguay.
Esta especie es ampliamente diseminada y localmente común, en una variedad de hábitats naturales: el sotobosque, el estrato medio y los bordes de bosques caducifolios y semi-húmedos, de bosque de piedemonte o montanos bajos, en la región amazónica principalmente en ambientes riparios e islas fluviales. Desde el nivel del mar hasta los 2000 m de altitud.

## Descripción
El picoplano sulfuroso mide de 12,5 a 14,2 cm de longitud y pesa alrededor de 15,2 g. El plumaje de su dorso es verde oliva; el píleo grisáceo; el vientre amarillento; y presenta filetes amarillentos en coberteras. Su mandíbula es rosada.

## Comportamiento

### Alimentación
Se alimenta de insectos que busca entre el follaje o atrapa en vuelo.

### Reproducción
Construye su nido con fibras negras del hongo Marasmius, este tiene forma globular con entrada lateral a manera de túnel hacia abajo, en la punta de alguna ramas delgada de la parte baja o medía de un árbol del bosque. La hembra pone dos o tres huevos en una cámara situada en la parte superior del nido, encima de la entrada. La incubación dura 17 a 19 días; generalmente es la hembra la que incuba los huevos, pero por momentos es substituida por el macho. Los polluelos abandonan el nido 22 a 24 días de nacer.

### Vocalización
A occidente de los Andes, el canto es una serie fina y bien enunciada de notas rápidas «psi-pset-pset-pset», a oriente, las notas son un poco más largas, por ej. «suit-suit-suit-suit» o «dziyp, dziyp, dziyp». Existen más variaciones regionales.

## Sistemática

### Descripción original
La especie T. sulphurescens fue descrita por primera vez por el naturalista alemán Johann Baptist von Spix en 1825 bajo el nombre científico Platyrhynchus sulphurescens; su localidad tipo es: «Río de Jeneiro, Brasil».

### Etimología
El nombre genérico masculino «Tolmomyias» se compone de las palabras del griego «tolma, tolmēs» que significa ‘coraje’, ‘audacia’, y «muia, muias» que significa ‘mosca’.; y el nombre de la especie «sulphurescens» proviene del latín «sulphur»  que significa ‘azufre’.

### Taxonomía
La taxonomía de esta especie precisa de mejor resolución. Las diferencias regionales en la vocalización, plumaje y color de los ojos sugieren que las subespecies podrían representar más de una especie; algunas variaciones de plumaje parecen ser clinales pero los clines discordan; varias subespecies son de validad dudosa, particularmente en Sudamérica.

### Subespecies
Según las clasificaciones del Congreso Ornitológico Internacional (IOC)  y Clements Checklist/eBird se reconocen 16  subespecies, con su correspondiente distribución geográfica:
- Tolmomyias sulphurescens cinereiceps (P.L. Sclater), 1859 – sur de México (sur de Veracruz y norte y sureste de Oaxaca al este hasta la península de Yucatán) hacia el sur hasta Costa Rica.
- Tolmomyias sulphurescens flavoolivaceus (Lawrence), 1863 – oeste de Panamá (Chiriquí, Colón hasta el noroeste de Colombia (suroeste de Bolívar).
- Tolmomyias sulphurescens asemus (Bangs), 1910 – oeste y centro de Colombia (Chocó hasta el sureoste de Cauca; alto valle del Cauca y valle del Magdalena en el sur de Huila).
- Tolmomyias sulphurescens confusus J.T. Zimmer, 1939 – suroeste de Venezuela (Táchira, oeste de Apure), centro y este de Colombia (valle del Magdalena y pendiente oriental de los Andes orientales) y noreste de Ecuador (oeste de Sucumbíos, Napo).
- Tolmomyias sulphurescens exortivus (Bangs), 1908 – noreste de Colombia (Sucre hasta La Guajira y Cesar) y norte de Venezuela (principalmente al norte del río Orinoco, al este hasta Sucre y Monagas).
- Tolmomyias sulphurescens berlepschi (Hartert & Goodson), 1917 – Trinidad.
- Tolmomyias sulphurescens cherriei (Hartert & Goodson), 1917 – este de Venezuela (Delta Amacuro y norte de Bolívar), las Guayanas y  norte de Brasil (alto río Branco y Amapá).
- Tolmomyias sulphurescens duidae J.T. Zimmer, 1939 – sur de Venezuela (Amazonas, sur de Bolívar) y noroeste de Brasil (norte de Amazonas tal vez hasta el oeste de Pará).
- Tolmomyias sulphurescens aequatorialis (Berlepsch & Taczanowski), 1884 – oeste de Ecuador (al sur desde Esmeraldas) y noroeste de Perú (Tumbes, Piura).
- Tolmomyias sulphurescens peruvianus (Taczanowski), 1875 – Sureste de Ecuador (al sur desde el oeste de Morona-Santiago) y norte y centro de Perú (Amazonas, sur de San Martín, este de Pasco, Junín).
- Tolmomyias sulphurescens insignis J.T. Zimmer, 1939 – noreste de Perú (a lo largo de la margen norte del río Amazonas y bajo Ucayali, en Loreto) y noroeste de Brasil (al sur del Amazonas, desde el río Juruá al este hasta los ríos Jamundá y Madeira; al norte del Amazonas, desde el bajo río Negro hasta el río Nhamundá).
- Tolmomyias sulphurescens mixtus J.T. Zimmer, 1939 – centro norte de Brasil (este de Pará, noroeste de Maranhão).
- Tolmomyias sulphurescens inornatus J.T. Zimmer, 1939 – sureste de Perú (norte de Puno).
- Tolmomyias sulphurescens pallescens (Hartert & Goodson), 1917 – centro, sur y este de Brasil (sur de Maranhão, Piauí y Paraíba al sur hasta Mato Grosso, Bahia y posiblemente oeste de  Minas Gerais) al sur hasta Bolivia (Beni al sur hasta Tarija) y noroeste de Argentina (al sur hasta Tucumán).
- Tolmomyias sulphurescens grisescens (Chubb), 1910 – centro de Paraguay y norte de Argentina (estre del Chaco y Formosa, norte de Santa Fe).
- Tolmomyias sulphurescens sulphurescens (Spix), 1825 – este de Paraguay, noreste de Argentina (Misiones) y sureste de Brasil (este de Minas Gerais y Espírito Santo al sur hasta Rio Grande do Sul). Registrado en el norte de Uruguay.[4]